# 大和市高齢男性殺人事件
大和市高齢男性殺人事件（やまとしこうれいだんせいさつじんじけん）とは、2003年に神奈川県大和市で発生した殺人事件。
現在も犯人特定・逮捕には至っておらず、未解決事件となっている。

## 事件の概要
2003年3月2日午後3時10分ごろ、神奈川県大和市中央にある自宅マンションで、この部屋の住人の男性（当時71歳）が布団の中で死亡しているのを男性の弟夫婦が発見。頭部や顔に殴られたような外傷があったことから神奈川県警は殺人事件と断定、大和警察署に捜査本部を設置した。
男性は一人暮らしで近所付き合いはほとんどなく、親族が月に1回程度訪れていたが、数日前から連絡が取れなくなったため、不審に思った弟夫婦が合鍵を使用して部屋に入ったところ、死亡している男性を発見、事件が発覚した。
発見時、男性は血を流してうつ伏せに倒れた状態で頭から布団がかけられていた。また、玄関は施錠されており、玄関の中や布団から男性の血痕が発見されたが、室内を物色した形跡はなかった。さらに、遺体のそばに「ざまあみろ」と殴り書きされたメモが残されていた。その後の調べで、このメモと親族や知人らの筆跡を鑑定した結果、メモの筆跡と完全に一致した人は一人もいなかった。
司法解剖の結果、男性は鈍器で数回殴られた事が致命傷で死亡したことが判明した。また、2月25日以降の新聞の朝刊が新聞受けにたまったままになっていたことから、殺害されたのは2月24日夜から2月25日未明あたりとされる。
なお、被害者が住むマンションに計4つの防犯カメラが設置されており、このうち、マンションのエレベーターに設置された防犯カメラには、2月24日に男性がゴミ捨てのため乗り降りする様子が記録されている。また、事件前後に防犯カメラに映った236人のうち、唯一人だけ身元不明の中年男性がいることが分かっている。この人物は、2月17日、23日、24日、25日未明、計5度カメラに映っていたという。映像はマンション裏口から中へ入っていく様子であった。主要といえる手がかりはこの映像と上述のメモのみであり、未だ犯人逮捕には至っていない。